# Mohamed Benkhemassa
Mohamed Benkhemassa (sinh ngày 28 tháng 6 năm 1993) là một cầu thủ bóng đá người Algérie thi đấu ở vị trí tiền vệ cho USM Alger và đội tuyển U-23 quốc gia Algérie.

## Danh hiệu

### Câu lạc bộ
USM Alger
- Giải bóng đá hạng nhất quốc gia Algérie (1): 2015-16
- Siêu cúp bóng đá Algérie (1): 2016